# Ammalo paranomon
Ammalo paranomon là một loài bướm đêm thuộc phân họ Arctiinae, họ Erebidae.